# Josh Wright
Joshua Thomas Wright detto Josh (Bethnal Green, 6 novembre 1989) è un calciatore inglese, centrocampista dell'Ebbsfleet Utd.

## Carriera

### Club
Cresciuto nel Charlton, nel settembre del 2007 è stato ceduto in prestito per tre mesi al Barnet. Rientrato agli Addicks, nel gennaio del 2008 è stato nuovamente ceduto in prestito al Barnet. Dopo il rientro al Charlton, nel settembre del 2008 è stato ufficializzato il suo trasferimento a titolo temporaneo al Brentford, con la formula del prestito mensile. Rientrato dal prestito nell'ottobre successivo, ha debuttato con la maglia del Charlton il 25 ottobre 2008, nella gara di campionato Charlton-Burnley (1-1). Nel marzo 2009 è stato ceduto a titolo temporaneo al Gillingham fino al termine della stagione. Nell'estate 2009 è stato acquistato dallo Scunthorpe United. Al termine della stagione 2010-2011 è rimasto svincolato. Nel novembre 2011, dopo un periodo di prova, è stato ingaggiato dal Millwall. Il 19 novembre 2013 è stato ufficializzato il suo trasferimento a titolo temporaneo al Leyton Orient. Nel mese successivo è stato richiamato dal prestito. Il 9 settembre 2014 è stato ceduto in prestito per tre mesi al Crawley Town. Rientrato dal prestito, viene ufficializzata una nuova cessione a titolo temporaneo, al Leyton Orient. Nel gennaio 2015, dopo essersi svincolato dal Millwall, il Leyton Orient ne ha ufficializzato l'ingaggio a titolo definitivo. Nella stagione successiva è passato al Gillingham. Al termine della stagione 2016-2017 ha risolto il proprio contratto con il Gillingham. Nell'agosto 2017 è stato ingaggiato dal Southend United. Nel luglio 2018 viene ufficializzato il suo trasferimento a titolo definitivo al Bradford City, con cui ha firmato un contratto biennale. Nel giugno 2019 è stato ingaggiato dal Leyton Orient. Il 7 gennaio 2021 ha risolto il contratto che lo legava al Leyton Orient. Il giorno successivo il Crawley Town ha ufficializzato il suo ingaggio.

### Nazionale
Ha giocato nelle nazionali giovanili inglesi Under-16, Under-17, Under-18 ed Under-19.

## Palmarès

### Club

#### Competizioni nazionali
- National League South: 1

Ebbsfleet United: 2022-2023